# ジャスティン・ピアース
ジャスティン・チャールズ・ピアース (Justin Charles Pierce、1975年3月21日 - 2000年7月10日) は英国出身の俳優、スケートボーダーである。
1995年の映画『KIDS/キッズ』のキャスパー役、2000年の映画『Next Friday』のローチ役で知られている。2000年7月10日、ネバダ州パラダイスで自殺により死亡した。

## 来歴
ウェールズ人の母とオーストラリア人の父の間にイギリスのロンドンで生まれ、ニューヨークのマーブル・ヒルとキングスブリッジ地区で育った。
母親は、彼が15歳の時に離婚した。
両親の離婚後、彼はタバコや食べ物を盗むようになる。同時期に、スケートボードに傾倒するようになり頻繁に学校を休むようになった。ほどなくして学校を辞め、176丁目のビルの地下にある、スケーター仲間がたむろする部屋に住み着くようになった。その後、マリファナとヘロイン所持で逮捕された。

## キャリア
スケートボードチームZoo Yorkのオリジナルメンバーであり、Zoo Yorkのビデオ「Mixtape」（1998年）や雑誌、企業の広告に出演している。
また、Zoo Yorkのライダー仲間で親友のハロルド・ハンターやピーター・ビシと共にSupreme Crewのオリジナルメンバーでもある。
1997年の映画『A Brother's Kiss』では、ニック・チンランドが演じた若き日のレックス役で出演した。1997年の『First Time Felon』など、テレビドラマにも出演している。また、映画『Next Friday』では、アイス・キューブ、マイク・エップスとともに出演している。遺作は2002年の映画『Looking for Leonard』で、彼の死後に公開された。
Supremeは写真家アリ・マルコポロスによって撮影された彼の写真を、同社のアパレルラインや出版物で公開している。
ワシントン・スクエア公園でスケートボードをしていたピアースは、映画監督のラリー・クラークにスカウトされ、1995年に物議を醸した映画『KIDS/キッズ』にレオ・フィッツパトリック演じるテリーの友人であり、下品でドラッグ中毒のスケートボーダー役のキャスパーとして起用された。この演技でインディペンデント・スピリット賞の最優秀新人賞を獲得。映画での成功をきっかけに、ロサンゼルスに移住した。

## 私生活
1999年7月、スタイリストのジーナ・リッゾとラスベガスで結婚した。

## 死去
2000年7月10日、ベラージオホテルの一室で首を吊っているところをホテルの警備員によって発見された。遺書が発見されたことから、彼の死は自殺と断定された。遺書は2通あったと報告されているが、公開されていない。
翌日、マンハッタンのセント・パトリック旧大聖堂でカトリック追悼礼拝が行われた。ニューヨーク州バルハラのゲートオブヘブン墓地に埋葬されている。

## 受賞
- インディペンデント・スピリット賞
  - 1996年：最優秀新人賞『KIDS/キッズ』

## フィルモグラフィー
| 公開年 | 邦題 原題                  | 役名                         | 備考                 |
| ------ | -------------------------- | ---------------------------- | -------------------- |
| 1995   | KIDS/キッズ Kids           | キャスパー                   |                      |
| 1996   | Supreme Crew '96           | ジャスティン・ピアース(本人) | スケートボードビデオ |
| 1997   | A Brother's Kiss           | レックス(青年期)             |                      |
| 1997   | First Time Felon           | エディー                     |                      |
| 1998   | Wild Horses                | ルーキー                     |                      |
| 1998   | Myth America               | トビー                       |                      |
| 1998   | Freak Weather              | ピザ配達人役                 |                      |
| 1998   | Zoo York Mix Tape          | ジャスティン・ピアース(本人) | スケートボードビデオ |
| 1999   | Too Pure                   | レオ                         |                      |
| 1999   | Out in Fifty               | フレディー                   |                      |
| 1999   | Pigeonholed                | デヴォン                     |                      |
| 1999   | The Big Tease              | スケボー少年役               |                      |
| 2000   | LA County                  | ジャスティン・ピアース(本人) | スケートボードビデオ |
| 2000   | This Is How the World Ends | ゾンビ役                     |                      |
| 2000   | Next Friday                | ローチ役                     |                      |
| 2000   | Malcolm in the Middle      | ジャスティン                 |                      |
| 2000   | King of the Jungle         | 少年マフィア役               |                      |
| 2000   | BlackMale                  | ルーサー・ライト             |                      |
| 2002   | Looking for Leonard        | シェヴィー                   |                      |